# Besanceuil
Besanceuil era una comuna francesa que estaba situada en el departamento de Saona y Loira, de la región de Borgoña-Franco Condado, que entre 1790 y 1794 pasó a formar parte de la comuna de Bonnay.

## Demografía
La comuna constaba en 1793 con 214 habitantes.